# Punkt Heegnera
Punkt Heegnera – punkt na krzywej modularnej, który jest obrazem punktu kwadratowego na górnej półpłaszczyźnie zespolonej. Definicję podał Bryan Birch i nazwał na cześć Kurta Heegnera, który używał podobnych idei do udowodnienia hipotezy Gausa dla urojonych ciał kwadratowych o liczbie klas równej jeden.
Twierdzenie Grossa–Zagiera  opisuje wysokość punktu Heegnera w sensie pochodnej L-funkcji krzywej eliptycznej w punkcie s = 1. W szczegółności jeśli krzywa eliptyczna ma (analityczny) rząd 1, wtedy punkty Heegnera mogą zostać użyte do konstrukcji punktu rzeczywistego na krzywej nieskończonego rzędu (więc grupa Modrella-Weila ma rząd co najmniej 1). W ogólności pokazano , że punktów Heegnera można użyć do skonstruowania punktów rzeczywistych na krzywej dla każdego dodatniego i całkowitego n, a wysokości tych punktów są współczynnikami formy modularnej o wadze 3/2.
Wiktor Koływagin użył punktów Heegnera do skonstruowania systemów Eulera i wykorzystał do udowodnienia większości hipotezy Bircha–Swinnertona-Dyera dla krzywych eliptycznych rzędu 1. Shouwu Zhang uogólnił twierdzenie Grossa–Zagiera z krzywych eliptycznych na przypadki modularnych rozmaitości abelowych. Brown udowodnił hipotezę Bircha–Swinnertona-Dyera dla wielu krzywych eliptycznych rzędu 1 nad ciałami globalnymi o dodatniej charakterystyce .
Punktów Heegnera można użyć do wyznaczenia bardzo dużych punktów rzeczywistych na krzywych eliptycznych rzędu 1 , których nie można by znaleźć dzięki metodom naiwnym. Implementacja algorytmu jest dostępna w Magmie i PARI/GP.